# 엔소닉 오디오PCI

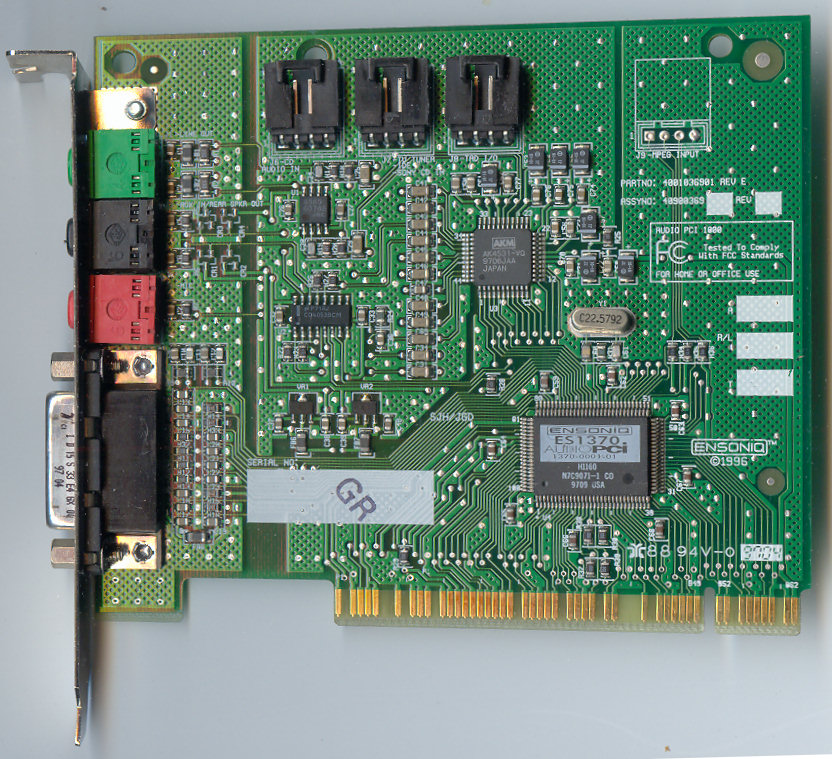
엔소닉 오디오PCI

엔소닉 오디오PCI(Ensoniq AudioPCI)는 1997년에 공개된 PCI 기반 사운드 카드이다. 크리에이티브 테크놀로지에 인수되기 전, 엔소닉의 마지막 사운드 카드 제품이다. 엔소닉 사운드스케이프가 완전한 기능의 고성능 제품을 제공한 반면, 오디오PCI는 매우 단순한, 낮은 가격의 제품으로 시스템 OEM을 매료시켰으며 엄청난 양이 팔려나갔다.